# Rhinoptera neglecta
Rhinoptera neglecta är en rockeart som beskrevs av Ogilby 1912. Rhinoptera neglecta ingår i släktet Rhinoptera och familjen örnrockor. IUCN kategoriserar arten globalt som otillräckligt studerad. Inga underarter finns listade i Catalogue of Life.